# Иван Димов – Пашата
Вижте пояснителната страница за други личности с името Иван Димов.
Иван Найдов Димов или Йон Пашата, е български революционер, войвода на Вътрешната македоно-одринска революционна организация.

## Биография
Иван Димов е роден през 1878 година в прилепското село Тройкърсти. Според други източници е роден в 1876 година в Трояци или в Логоварди. В 1897 година работи в Румъния и при завръщането си през 1900 година ограбва пушка и два револвера от Шебедин бег. Включва се във ВМОРО и от 1902 година става четник при Георги Сугарев. В Илинденско-Преображенското въстание в 1903 година е в четата на Иван Кафеджията. Води самостоятелна чета в Шурковска планина и Преспанско, а след това в Кичевско и Битолско. В 1904 година е назначен за районен войвода в Битолското поле. Заедно с Димче Сарванов и Трайко Краля действат срещу набезите на гръцката въоръжена пропаганда в Македония. Негов четник е Груйо Акелов. На 1 юли 1905 година край село Могила убиват известния турски насилник Шефки ага. Действа като помощник районен войвода на Димче Сарванов. За район на действие има полските села в Пелагония от дясната страна на река Черна и Гяваткол и се движи с 6 четници. В края на 1907 година Иван Димов се разболява тежко от дифтерит и умира в Битоля.
| Чета на Иван Димов, 29 август 1906 година | Чета на Иван Димов, 29 август 1906 година             | Чета на Иван Димов, 29 август 1906 година | Чета на Иван Димов, 29 август 1906 година | Чета на Иван Димов, 29 август 1906 година |
| Номер                                     | Име                                                   | Селище                                    | Околия                                    | Забележка                                 |
| ----------------------------------------- | ----------------------------------------------------- | ----------------------------------------- | ----------------------------------------- | ----------------------------------------- |
| 1.                                        | Иван Димов Пашата                                     | Логоварди                                 | Битолска                                  |                                           |
| 2.                                        | Андрей Ганев                                          | Игнатово                                  | Дряновска                                 |                                           |
| 3.                                        | Вельо Ангелов                                         | Радожда                                   | Охридска                                  |                                           |
| 4.                                        | Христо Димев                                          | Неготино                                  | Тиквешка                                  |                                           |
| 5.                                        | Серафим Зафиров                                       | Велмевци                                  | Битолска                                  | [ 11 ]                                    |
|                                           | с четата са изпратени за Епир следните влашки момчета |                                           |                                           |                                           |
| 1.                                        | Георги Костов Касапчето                               | Крушево                                   | Битолска                                  |                                           |
| 2.                                        | Димитър Николов                                       | Крушево                                   | Битолска                                  |                                           |
| 3.                                        | Атанас Томов                                          | Крушево                                   | Битолска                                  |                                           |
| 4.                                        | Костадин Янакиев                                      | Крушево                                   | Битолска                                  |                                           |
| 5.                                        | Георги Янаки Доти                                     | Гопеш                                     | Битолска                                  |                                           |
| 6.                                        | Наум Янаки Диманов                                    | Гопеш                                     | Битолска                                  |                                           |
| 7.                                        | Янаки Кота Кузманов                                   | Гопеш                                     | Битолска                                  |                                           |

Погребан в двора на църквата „Света Неделя“ и после препогребан в гроба на млада жена, заради постоянните претърсвания на аскера в гробищата. Постът на Иван Димов е наследен от Алексо Стефанов.